# Prince Poppycock
Принц Поппикок (англ. Prince Poppycock, при рождении Джон Эндрю Куэйл (John Andrew Quale); род. 1977) — американский певец, автор-исполнитель, актёр и шоумен. Специализация: мюзикл и опера. Сам Куэйл называет созданного им персонажа «шаловливым оперным денди». Poppycock привлёк внимание американской общественности в 2010 году, приняв участие в конкурсе пятого сезона телешоу «America’s Got Talent». 15 сентября 2010 года, оказавшись в финальной четвёрке участников, он занял четвёртое место.

## Ранние годы
Куэйл родился в Вирджинии, США. Рос на лошадиной ферме. Будучи ребёнком, он беспрестанно напевал что-нибудь и был членом нескольких детских хоров. Его первое выступление произошло в центре Кеннеди в качестве участника детского хора национальной оперы Вашингтона. В старших классах и колледже Куэйл активно гастролировал с мюзиклами. В подростковом возрасте его кумирами были: David Bowie, The Smiths, Depeche Mode, Гилберт и Салливен. В 2001 году Куэйл присоединился к синтипоп-группе Endora в качестве вокалиста и автора-исполнителя. В 2005 году он переехал в Лос-Анджелес и начал изучать постановку мюзиклов в «Beverly Hills Playhouse». Куэйл также записал и выпустил сольный альбом «Worldview», а кроме того, принял участие в документальном фильме Брайана Глисона «Rise Up and Shout!», посвящённого проблематике каминг-аута среди молодёжи, принадлежащей к ЛГБТ-сообществу.

## «Рождение» образа Поппикока
Куэйл создал персонажа по имени Prince Poppycock, оперного певца, выступающего в роскошных одеяниях барочного денди, в 2006 году. В то время он пел в ночных клубах Лос-Анджелеса. Поппикок — это «моя маска», сказал Куэйл в интервью для журнала People Magazine. «Дайте человеку маску и он раскажет Вам правду, в стиле Commedia dell’arte». Журнал New York Post отмечает, что в выступлениях Поппикока ощутимы «юмор, ирония и сарказм». Он носит искусно сшитые костюмы и «одевается, как будто бы он вышагнул из французской барочной картины (панталоны, белый парик и бледный грим)». Его лицо выбелено бледной пудрой, что является свидетельством принадлежности к высшему уровню клоунской иерархии и старейшим из современных клоунских атрибутов.